# Кто не работает, тот не ест
«Кто не работает, тот не ест» — популярное выражение для осуждения лени, безделья и тунеядства.

## Происхождение выражения

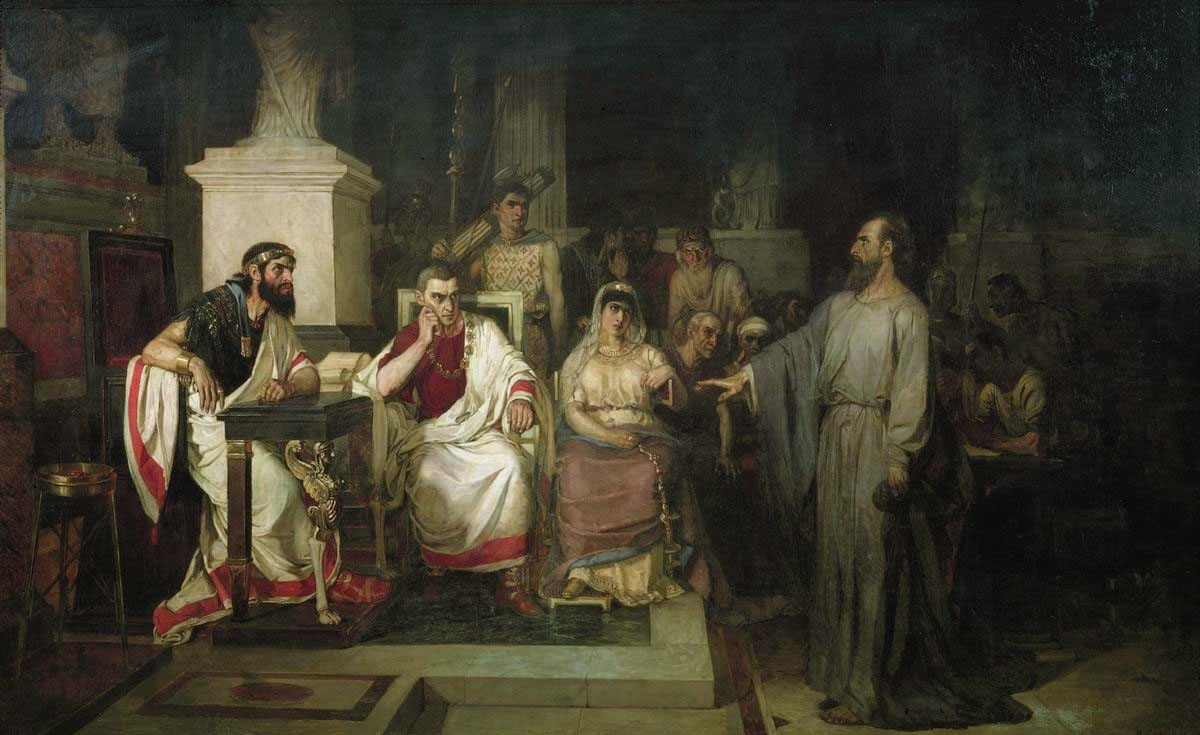
В. И. Суриков. Апостол Павел объясняет догматы веры в присутствии царя Агриппы, сестры его Береники и проконсула Феста. 1880. Государственная Третьяковская галерея

Мысль о том, что лентяи и бездельники не должны кормиться за счёт тех, кто работает, довольно часто появляется в человеческой истории. Впервые выражение с похожим смыслом встречается в Новом Завете во Втором послании к Фессалоникийцам апостола Павла:

Если кто не хочет трудиться, тот и не ешь.
Оригинальный текст (греч.)εἴ τις οὐ θέλει ἐργάζεσθαι μηδὲ ἐσθιέτω
— 2Фес. 3:10
Похожая фраза содержится в раннехристианском учении Церкви, Дидахе, для воспитания прозелитов:

Если же он желает поселиться у вас, то, если он — ремесленник, пусть трудится и ест.
Оригинальный текст (греч.)εἰ δὲ θέλει πρὸς ὑμᾶς καθῆσθαι τεχνίτης ὤν ἐργαζέσθω καὶ φαγέτω
— Дидахе 12:3
Похожее по смыслу выражение использовалось и в дзэн-буддизме. Так, в сборнике «101 история Дзэн», содержащем истории, которые излагают знания и опыт китайских и японских учителей Дзэн, авторство которого приписывается японскому дзэнскому учителю Мудзю (1227—1312), имеется притча № 83 «Кто не работает, не ест».

Хайкудзё, китайский мастер Дзен, обычно трудился вместе с учениками даже в возрасте 80 лет подстригал кусты в саду, расчищал дорожки и подрезал деревья.
Ученики чувствовали себя виноватыми, видя, как старый учитель работает столь усердно, но знали, что он не послушает их советов не работать. Поэтому они решили спрятать его инструменты.
В этот день учитель не ел. На следующий день он тоже не ел, и на следующий тоже.
«Наверное, он сердится, что мы спрятали его инструмент, — подумали ученики. — Лучше вернём их».
Когда они сделали это, учитель работал весь день и ел так же, как и раньше. Вечером он сказал им: «Кто не работает, тот не ест».

На русском языке аналогичная идея выражена близкими по смыслу и структуре народными пословицами: «не потрудиться, так и хлеба не добиться», «работать не заставят, так и есть не поставят», «хочешь есть калачи, так не сиди на печи».

## Как принцип первых поселений англичан в Америке

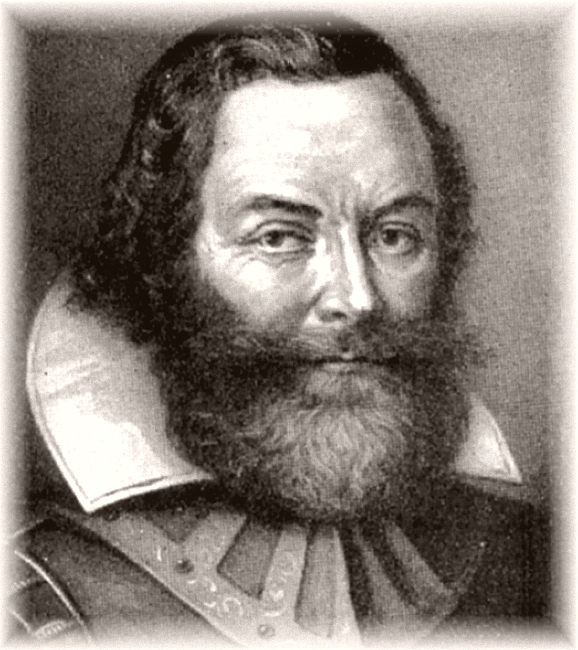
Джон Смит на гравюре 1614 года

Весной 1609 года этот афоризм высказал первым британским колонистам на территории современных США капитан Джон Смит, один из основателей и лидеров Джеймстауна:

Вы должны руководствоваться законом, что тот, кто не работает, тот не ест (за исключением неспособных трудиться из-за болезни). Труд тридцати или сорока честных и трудолюбивых человек не должен расходоваться на поддержание ста пятидесяти праздных бездельников.
Оригинальный текст (англ.)You must obey this now for a law, that he that will not work shall not eat (except by sickness he be disabled). For the labors of thirty or forty honest and industrious men shall not be consumed to maintain a hundred and fifty idle loiterers.

## В работах Ленина
В работах В. И. Ленина фраза в разных вариантах написания встречается неоднократно с 1917—1918 годов. Так, в работе «Государство и революция» (август — сентябрь 1917) Ленин выводит принцип «Кто не работает, тот не ест» из работ К. Маркса:

… «Но эти недостатки — продолжает Маркс — неизбежны в первой фазе коммунистического общества, в том его виде, как оно выходит, после долгих мук родов, из капиталистического общества. Право никогда не может быть выше, чем экономический строй и обусловленное им культурное развитие общества»…
Таким образом, в первой фазе коммунистического общества (которую обычно зовут социализмом) «буржуазное право» отменяется не вполне, а лишь отчасти, лишь в меру уже достигнутого экономического переворота, то есть лишь по отношению к средствам производства. «Буржуазное право» признает их частной собственностью отдельных лиц. Социализм делает их общей собственностью. Постольку — и лишь постольку — «буржуазное право» отпадает.
Но оно остаётся всё же в другой своей части, остаётся в качестве регулятора (определителя) распределения продуктов и распределения труда между членами общества. «Кто не работает, тот не должен есть», этот социалистический принцип уже осуществлён; «за равное количество труда равное количество продукта» — и этот социалистический принцип уже осуществлён. Однако это ещё не коммунизм, и это ещё не устраняет «буржуазного права», которое неравным людям за неравное (фактически неравное) количество труда даёт равное количество продукта.

В статье «Удержат ли большевики государственную власть?» (сентябрь 1917) этот афоризм Ленин называет «главнейшим правилом»:

Нам дало для этого средство и оружие в руки само воюющее капиталистическое государство. Это средство — хлебная монополия, хлебная карточка, всеобщая трудовая повинность. «Кто не работает, тот не должен есть» — вот основное, первейшее и главнейшее правило, которое могут ввести в жизнь и введут Советы рабочих депутатов, когда они станут властью.

В своей статье «Как организовать соревнование?» (декабрь 1917 — январь 1918 годов) Ленин назвал этот афоризм уже «заповедью социализма»:

Надо, чтобы каждая «коммуна» — любая фабрика, любая деревня, любое потребительное общество, любой комитет снабжения — выступили, соревнуя друг с другом, как практические организаторы учёта и контроля за трудом и за распределением продуктов. Программа этого учёта и контроля проста, ясна, понятна всякому: чтобы хлеб был у каждого, чтобы все ходили в крепкой обуви и в недраной одеже, имели теплое жильё, работали добросовестно, чтобы ни один жулик (в том числе и отлынивающий от работы) не гулял на свободе, а сидел в тюрьме или отбывал наказание на принудительных работах тягчайшего вида, чтобы ни один богатый, отступающий от правил и законов социализма, не мог уклониться от участи жулика, по справедливости долженствующей стать участью богатого. «Кто не работает, тот пусть не ест» — вот практическая заповедь социализма…

Популярность же фразе принесла статья Ленина «О голоде (письмо к питерским рабочим)» (май 1918 года), в которой эта фраза названа уже «коренным началом социализма»:

Буржуазия срывает твёрдые цены, спекулирует хлебом, наживает по сто, по двести и больше рублей на пуд хлеба, разрушает хлебную монополию и правильное распределение хлеба, разрушает взяткой, подкупом, злостной поддержкой всего, что губит власть рабочих, добивающуюся осуществить первое, основное, коренное начало социализма: «кто не работает, тот да не ест».

## ВСССР

### В текстах документов

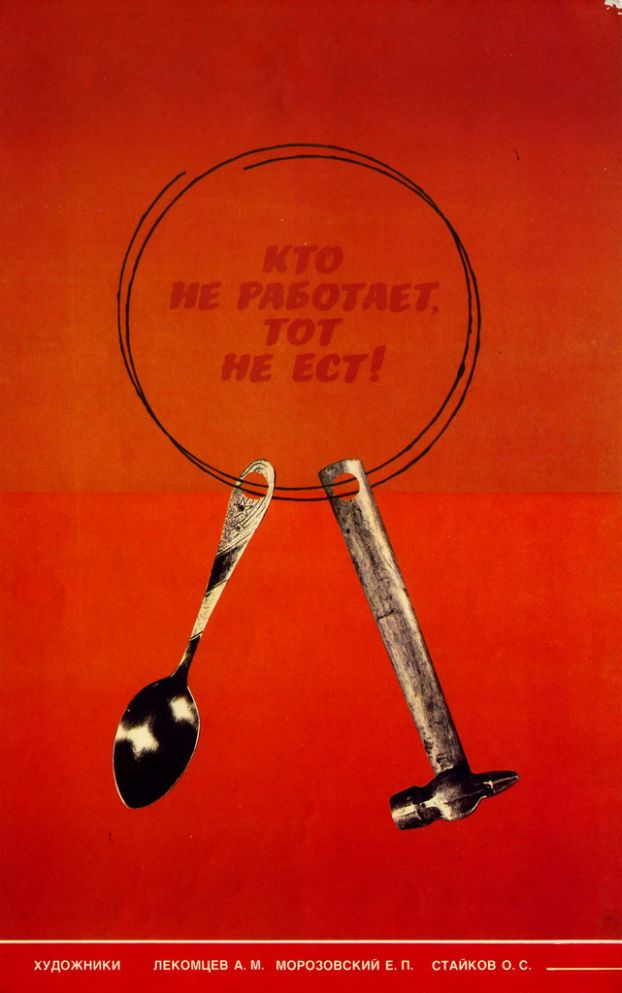
Советский плакат

В Конституции РСФСР 1918 года содержалась статья, обязывающая всех граждан Республики к труду:

 Статья 18. Российская Социалистическая Федеративная Советская    
 Республика признает труд обязанностью всех граждан Республики и
 провозглашает лозунг: «Не трудящийся, да не ест!»

Фраза Ленина в сокращённом виде вошла в текст 12-й статьи Конституции СССР 1936 года:

Статья 12. Труд в СССР является обязанностью и делом чести каждого способного к труду гражданина по принципу: «кто не работает, тот не ест». В СССР осуществляется принцип социализма: «от каждого по его способности, каждому — по его труду».

В слегка изменённом виде этот принцип перешёл и в Конституцию СССР 1977 года:

Статья 14. Источником роста общественного богатства, благосостояния народа и каждого советского человека является свободный от эксплуатации труд советских людей.
В соответствии с принципом социализма «От каждого — по способностям, каждому — по труду»

Также фраза вошла вторым пунктом в «Моральный кодекс строителя коммунизма» — свод принципов коммунистической морали, вошедший в текст Третьей Программы КПСС, принятой XXII съездом (1961).

2. Добросовестный труд на благо общества: кто не работает, тот не ест.

### Ироничные переработки в художественных фильмах
В комедии Леонида Гайдая «Операция „Ы“ и другие приключения Шурика» фраза была переработана приговорённым к исправительным работам Федей, который за обедом сказал подрабатывающему на строительстве дома главному герою: «Кто не работает, тот ест. Учись, студент!».
Другая переработанная версия этой фразы звучит в советском телевизионном комическом детективе «Ищите женщину» из уст персонажа фильма — инспектора французской полиции Грандена, который в ответ на вопрос своей подруги детства Алисы Постик относительно причины малоуспешности его карьеры говорит: «Ну ты же знаешь наши порядки — кто не работает, того не едят. А я работаю…».